# Vismes
Pour les articles homonymes, voir De Vismes.
Vismes est une commune française située dans le département de la Somme, en région Hauts-de-France. Vismes est appelée localement « Vismes-au-Val » ou « Vismes au mont » (à cause de la présence d'un château à motte).

## Géographie

### Localisation
Vismes est un village picard situé dans le Vimeu.
À vol d'oiseau, la commune est située à 7 km au sud-est de Feuquières-en-Vimeu, 8 km au nord-est de Gamaches, 9 km au nord-ouest de Oisemont , 9 km au nord de Blangy-sur-Bresle, 16 km au sud-ouest d'Abbeville, 18 km au sud-est d'Eu-le-Tréport et à 47 km au nord-ouest d'Amiens.
Le territoire de la commune est limitrophe de ceux de cinq communes.
Les communes limitrophes sont Frettemeule, Maisnières, Martainneville, Tours-en-Vimeu et Le Translay.

### Hydrographie

#### Réseau hydrographique
La commune est traversée par la ligne de partage des eaux entre les bassins hydrographiques Artois-Picardie et Seine-Normandie. Elle est drainée par la Vimeuse.
La Vimeuse, d'une longueur de 17 km, prend sa source dans la commune de Martainneville et se jette  dans la Bresle à Gamaches, après avoir traversé six communes.

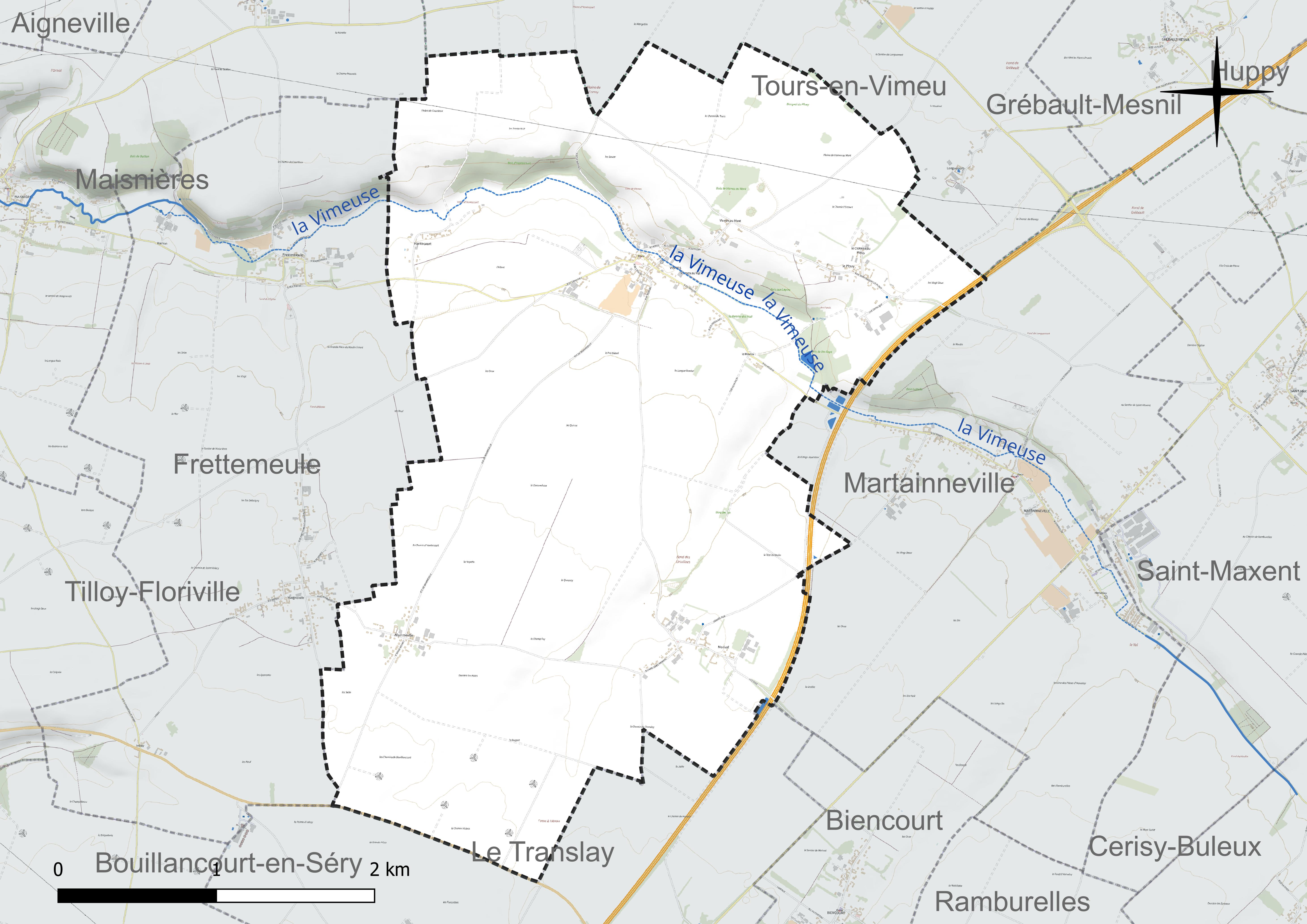
Réseau hydrographique de Vismes.

#### Gestion et qualité des eaux
Le territoire communal est couvert par le schéma d'aménagement et de gestion des eaux (SAGE) « Vallée de la Bresle ». Ce document de planification concerne un territoire de 748 km2 de superficie, délimité par le bassin versant de la Bresle. Le périmètre a été arrêté le 7 avril 2003 et le SAGE proprement dit a été approuvé le 18 août 2016. La structure porteuse de l'élaboration et de la mise en œuvre est le syndicat mixte d'aménagement, de gestion et de valorisation du bassin de la Bresle.
La qualité des cours d'eau peut être consultée sur un site dédié géré par les agences de l'eau et l'Agence française pour la biodiversité.

### Climat
Pour des articles plus généraux, voir Climat des Hauts-de-France et Climat de la Somme.
En 2010, le climat de la commune est de type climat océanique franc, selon une étude du CNRS s'appuyant sur une série de données couvrant la période 1971-2000. En 2020, Météo-France publie une typologie des climats de la France métropolitaine dans laquelle la commune est exposée à un climat océanique et est dans la région climatique Côtes de la Manche orientale, caractérisée par un faible ensoleillement (1 550 h/an) ; forte humidité de l'air (plus de 20 h/jour avec humidité relative > 80 % en hiver), vents forts fréquents.
Pour la période 1971-2000, la température annuelle moyenne est de 10,3 °C, avec une amplitude thermique annuelle de 13,4 °C. Le cumul annuel moyen de précipitations est de 854 mm, avec 12,7 jours de précipitations en janvier et 8,5 jours en juillet. Pour la période 1991-2020, la température moyenne annuelle observée sur la station météorologique la plus proche, située sur la commune d'Oisemont à 9 km à vol d'oiseau, est de 11,1 °C et le cumul annuel moyen de précipitations est de 801,4 mm,. Pour l'avenir, les paramètres climatiques de la commune estimés pour 2050 selon différents scénarios d'émission de gaz à effet de serre sont consultables sur un site dédié publié par Météo-France en novembre 2022.

## Urbanisme

### Typologie
Au 1er janvier 2024, Vismes est catégorisée commune rurale à habitat dispersé, selon la nouvelle grille communale de densité à sept niveaux définie par l'Insee en 2022.
Elle est située hors unité urbaine. Par ailleurs la commune fait partie de l'aire d'attraction de Friville-Escarbotin, dont elle est une commune de la couronne,. Cette aire, qui regroupe 33 communes, est catégorisée dans les aires de moins de 50 000 habitants,.

### Occupation des sols
L'occupation des sols de la commune, telle qu'elle ressort de la base de données européenne d'occupation biophysique des sols Corine Land Cover (CLC), est marquée par l'importance des territoires agricoles (98 % en 2018), une proportion identique à celle de 1990 (98 %). La répartition détaillée en 2018 est la suivante : 
terres arables (79,8 %), zones agricoles hétérogènes (10,3 %), prairies (7,9 %), zones urbanisées (2 %). L'évolution de l'occupation des sols de la commune et de ses infrastructures peut être observée sur les différentes représentations cartographiques du territoire : la carte de Cassini (XVIIIe siècle), la carte d'état-major (1820-1866) et les cartes ou photos aériennes de l'IGN pour la période actuelle (1950 à aujourd'hui).

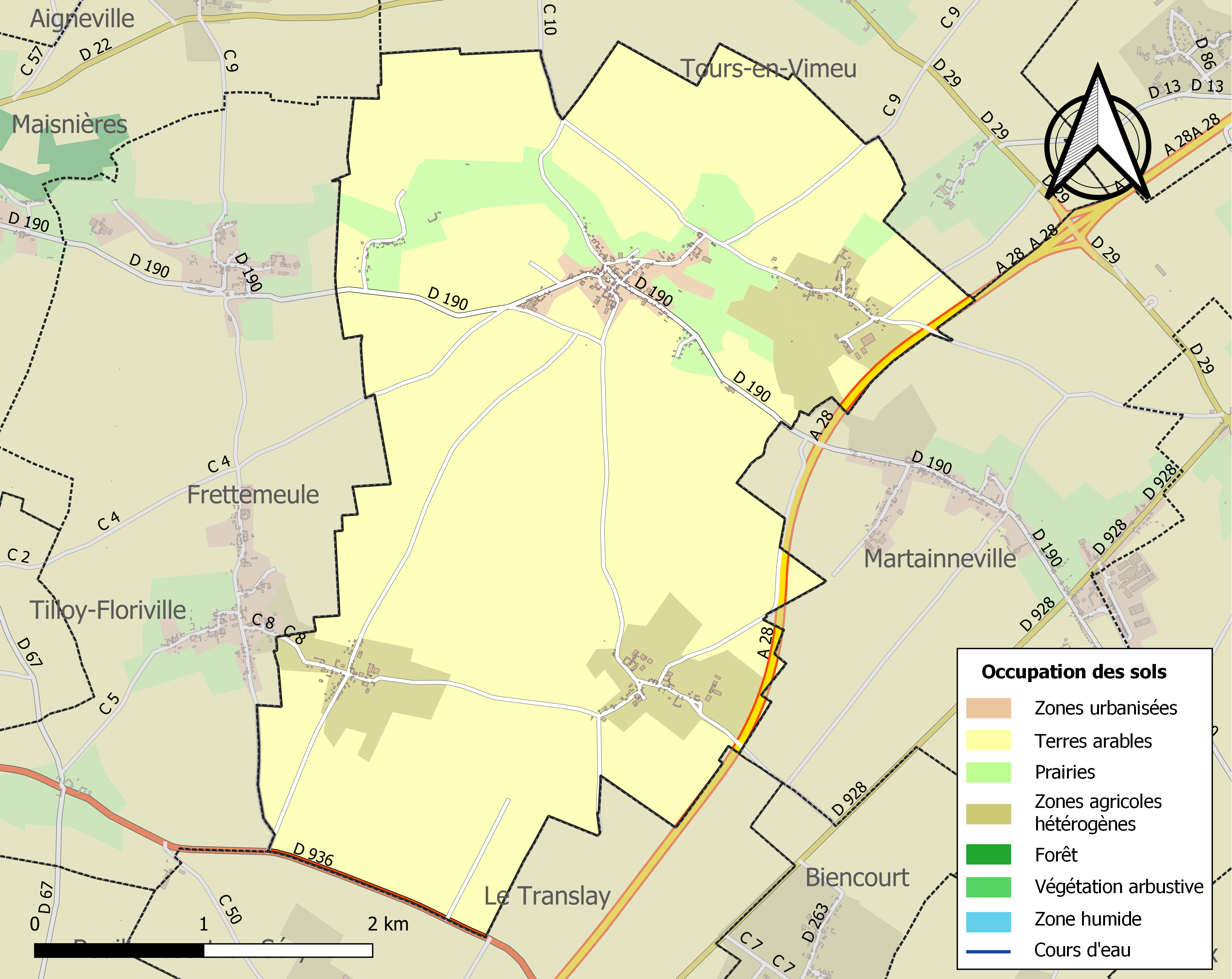
Carte des infrastructures et de l'occupation des sols de la commune en 2018 (CLC).

### Lieux-dits, hameaux et écarts
La commune comprend plusieurs hameaux comme le Plouy et Morival.

### Morphologie des villages
Le village en lui-même se divise en deux parties Vismes d'en haut ou Vismes-au-Mont (du fait de la présence de l'enceinte médiévale) et Vismes d'en bas ou Vismes-au-Val. Vismes est un village tourné vers l'agriculture et l'élevage. Au hameau du Plouy, un château a été élevé au XVIIIe siècle, par les derniers seigneurs du fief, les Le Blond du Plouy.

### Voies de communication et transports
Vismes est traversé à l'est de son territoire par l'autoroute A 28 et est limité au sud par l'ex-RN 336 (actuelle RD 936).
En 2019, la localité est desservie par la ligne d'autocars no 21 (Vismes - Abbeville)  du réseau Trans'80, Hauts-de-France, les jours du marché d'Abbeville, le mercredi et le samedi.

## Toponymie
Le nom de la localité est attesté sous les formes Vismes-mont (1673) ; Vuezemont (1690) ; Visme haut (1699) ; Vimemont (1733) ; Vismemont (1757) ; Mont-Vis (1766) ; Vismes-au-Mont (1766) ; Visme-au-Mont (1763) ; Visme-haut (1781).
Le nom du village représente la fixation du nom de la rivière la Vimeuse, autrefois appelée Vimina (696) ; Vinlena-Vinglena (843) ; Vima (1184) ; Aqua de Merdenchon (1225) ; Visma (1577) ou encore La Vismes (1777), il remonte au gaulois Vimina, basé sur un radical minio- / meno- « doux », qualificatif souvent attribué aux rivières. Homonymie avec la Wümme [vymə] affluent de la Weser (Allemagne).

## Histoire
Le cimetière laténien (entre environ 450 et 25 av. J.-C.), situé au lieu-dit les Dix-sept atteste d'une présence ancienne.
Le château à motte de Vismes fut érigé en 1066 par un certain Theobald Fretel de Vismes. Une motte naturelle est surélevée et entourée d'un fossé. La terre ainsi extraite sert à remblayer la butte, qui atteint environ 20 mètres de large et à la base de laquelle on édifie une palissade en bois. Pour la défense du village on délimite une surface d'environ six hectares pour, en cas de danger, accueillir tous les villageois et leurs animaux. Le seigneur de Vismes occupe le donjon de bois de deux étages bâti sur la motte ; ainsi le seigneur et ses hommes peuvent observer les alentours et voir approcher l'ennemi.
La seigneurie de Vismes-au-Mont citée à partir du XIVe siècle possédait un château à deux mottes auprès desquelles furent inhumés des gentilshommes picards tués à la bataille de Crécy. Vismes fut érigé en baronnie en 1320. Le château fut détruit en 1372 par Jean de Gand (1340-1399), comte de Lancastre.
Le village avait une charte communale au Moyen Âge. La seigneurie passa des de Vismes aux Cayeux au XIVe siècle, puis aux de Monchy en 1436. Finalement, le fief est racheté par Paul Le Blond du Plouy, après la mort d'André de Monchy en 1785. Après la Révolution française, Vismes absorbe les hameaux du Plouy, Morival, Vimemont et d'autres…
La seigneurie de Plouy en Vimeu à Vismes bailliage d'Abbeville, une maison seigneuriale avec terres, appartenait en 1377 à Pierre Becquet, écuyer ; en 1400 à Edmond Becquet, écuyer et à Jean Becquet avant 1500. Antoinette Becquet, dame du Plouy épouse Pierre d'Acheux vers 1483 (cette seigneurie resta dans la descendance d'Acheu jusqu'en 1700),.
Le Plouy passa à Catherine d'Acheu, dame du Plouy, et à son époux Claude Le Roy, seigneur de Valanglart ; ceux-ci le vendirent le 5 novembre 1668 à Claude le Blond. Mentionnée dans l'acte avec 10 journaux d'enclos et 137 de terres labourables, la maison seigneuriale devait être en fort mauvais état car l'année suivante, Claude le Blond obtint de la sénéchaussée de Ponthieu l'autorisation nécessaire aux réparations, pour éviter et prévenir une plus grande ruine.

### Seconde Guerre mondiale
Le 28 février 1944, un Boeing B-17 Flying Fortress, une « forteresse volante », bombardier américain, s'écrase dans un champ du hameau de Wiammeville, abattu par l'artillerie allemande. Sur les dix soldats à bord, trois survivront, sept trouvent la mort. L'opération visait la base de lancement de V1 du bois de Coquerel,.
Le 18 mars 1944, c'est un Consolidated B-24 Liberator qui s'abat entre Le Translay et Vismes avec une dizaine de soldats à bord.

## Politique et administration

### Liste des maires
| Période   | Période                      | Identité                         | Étiquette | Qualité                         |
| --------- | ---------------------------- | -------------------------------- | --------- | ------------------------------- |
| 1791      | 1794                         | Charles Lottin                   |           |                                 |
| 1794      | 1800                         | Antoine Guillot                  |           |                                 |
| 1800      | 1808                         | Pierre Verlent                   |           |                                 |
| 1808      | 1814                         | Louis Maclaire                   |           |                                 |
| 1814      | 1827                         | Paul Leblond du Plouy            |           |                                 |
| 1827      | 1831                         | Polycarpe Routier                |           |                                 |
| 1831      | 1844                         | Liévin Verlant                   |           |                                 |
| 1844      | 1849                         | Pierre François Poultier         |           |                                 |
| 1849      | 1870                         | Prosper Ansbert Leblond du Plouy |           |                                 |
| 1871      | 1872                         | Arsène Bacquet                   |           |                                 |
| 1873      | 1873                         | Ambroise Depoix                  |           |                                 |
| 1874      | 1881                         | Prosper Ansbert Leblond du Plouy |           |                                 |
| 1882      | 1890                         | César Armand Leblond du Plouy    |           |                                 |
| 1891      | 1905                         | Jules Salies                     |           |                                 |
| 1906      | 1925                         | Nicolas Maillet                  |           |                                 |
| 1926      | 1929                         | Léon Salies                      |           |                                 |
| 1930      | 1933                         | Paul Verlant                     |           |                                 |
| 1934      | 1937                         | Henri Dhier                      |           |                                 |
| 1937      | 1938                         | Ambroise Depoix                  |           |                                 |
| 1939      | 1965                         | Marcel Decayeux                  |           |                                 |
| 1965      | 1983                         | Serge Bouvet                     |           |                                 |
| 1983      | 2001                         | Guy Defacque                     |           |                                 |
| mars 2001 | En cours (au 8 octobre 2020) | Nicolas Plé                      | LR        | Réélu pour le mandat 2014-2020, |

### Politique de développement durable
Un ensemble de cinq éoliennes a été mis en service en 2016 au Buquet, comprenant chacune un rotor de 92 mètres de diamètre sur un mat de 85 mètres, et ayant une capacité globale de production de 28,8 GWh

## Population et société

### Démographie
L'évolution du nombre d'habitants est connue à travers les recensements de la population effectués dans la commune depuis 1793. Pour les communes de moins de 10 000 habitants, une enquête de recensement portant sur toute la population est réalisée tous les cinq ans, les populations de référence des années intermédiaires étant quant à elles estimées par interpolation ou extrapolation. Pour la commune, le premier recensement exhaustif entrant dans le cadre du nouveau dispositif a été réalisé en 2004.

En 2022, la commune comptait 473 habitants, en évolution de −2,67 % par rapport à 2016 (Somme : −1,26 %, France hors Mayotte : +2,11 %).
| 1793 | 1800 | 1806 | 1821 | 1831 | 1836 | 1841 | 1846 | 1851 |
| ---- | ---- | ---- | ---- | ---- | ---- | ---- | ---- | ---- |
| 399  | 546  | 571  | 498  | 581  | 553  | 554  | 615  | 610  |

| 1856 | 1861 | 1866 | 1872 | 1876 | 1881 | 1886 | 1891 | 1896 |
| ---- | ---- | ---- | ---- | ---- | ---- | ---- | ---- | ---- |
| 608  | 601  | 587  | 564  | 560  | 563  | 580  | 566  | 529  |

| 1901 | 1906 | 1911 | 1921 | 1926 | 1931 | 1936 | 1946 | 1954 |
| ---- | ---- | ---- | ---- | ---- | ---- | ---- | ---- | ---- |
| 513  | 535  | 498  | 441  | 451  | 454  | 418  | 390  | 419  |

| 1962 | 1968 | 1975 | 1982 | 1990 | 1999 | 2004 | 2006 | 2009 |
| ---- | ---- | ---- | ---- | ---- | ---- | ---- | ---- | ---- |
| 412  | 395  | 367  | 326  | 314  | 306  | 323  | 326  | 414  |

| 2014 | 2019 | 2022 | - | - | - | - | - | - |
| ---- | ---- | ---- | - | - | - | - | - | - |
| 466  | 477  | 473  | - | - | - | - | - | - |

### Enseignement

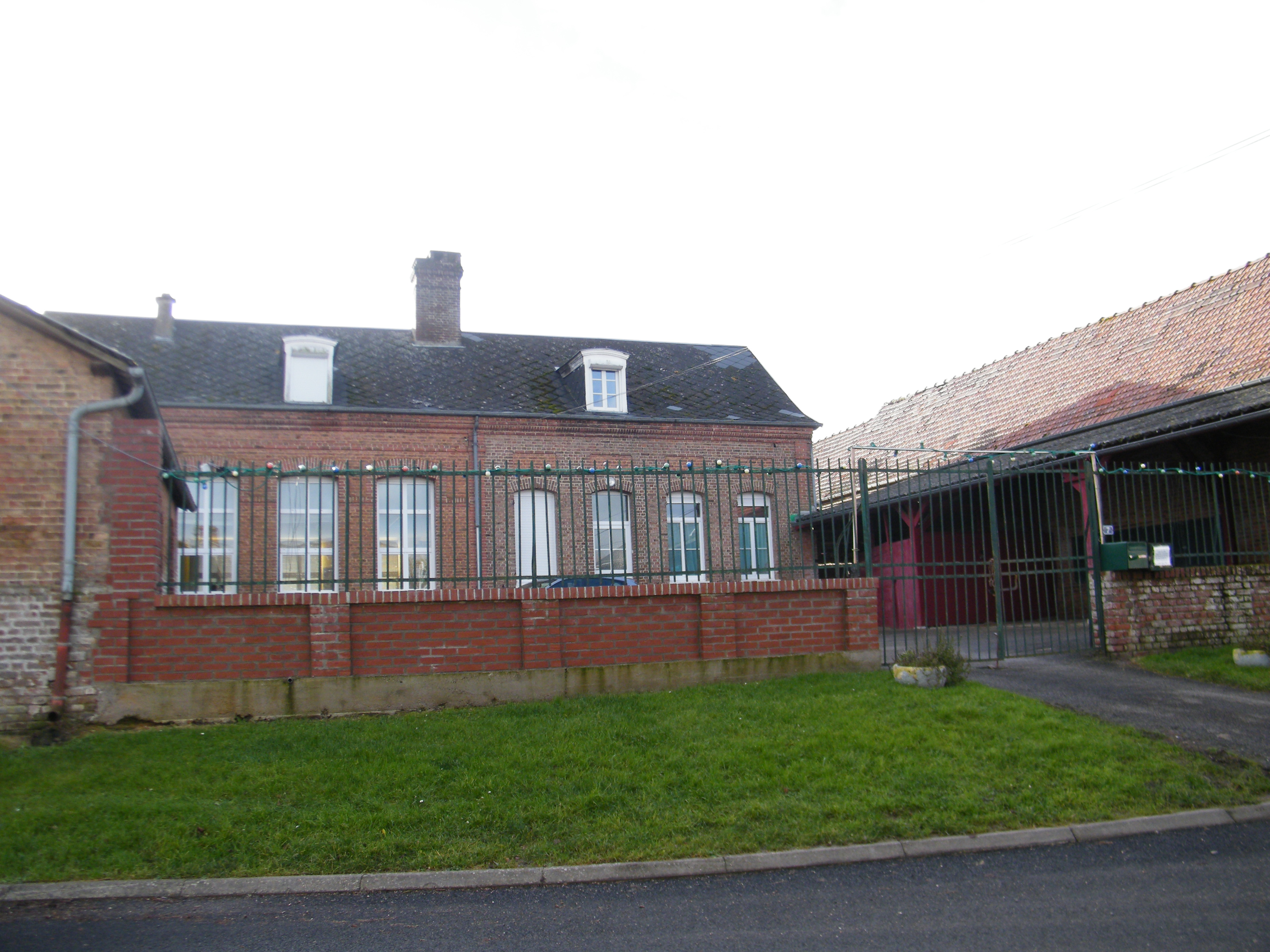
L'école.

L'école à deux classes compte 45 élèves pour la rentrée de l'année scolaire 2017-2018. Pour les vacances scolaires, elle est placée en zone B, dans l'académie d'Amiens.
Cet établissement fait partie du regroupement pédagogique intercommunal de la Vimeuse comprenant également les écoles de Maisnières, Tilloy-Floriville et Frettemeule.
Les écoliers poursuivent leur scolarité au collège de Gamaches.

## Culture locale et patrimoine

### Lieux et monuments
- Le château du Plouy[44],[45], construit en 1711 par la famille Le Blond du Plouy, en briques : corps de logis rectangulaire à avant-corps central surmonté d'un fronton triangulaire, prolongé par deux ailes basses saillantes sur les deux faces en lits alternés de brique et de pierre dont l'une abrite l'ancienne chapelle. L'ensemble souffre d'un abandon chronique et n'a bénéficié d'aucune restauration depuis la mort d'Hélène le Blond du Plouy en 1931. 
Occupé par les Allemands pendant la Seconde Guerre mondiale, il est aujourd'hui dans un état critique. Le château est acquis par la commune en décembre 2017[46] afin d'engager sa réhabilitation[47].

- Le château d'Hantecourt[48].

- L'église de la Nativité-de-la-Sainte-Vierge, très restaurée après 1945 : nef XIIe siècle, collatéraux et chœur XVe siècle, clocher-porche XIIIe siècle ; fonts baptismaux XVe siècle en plomb reposant sur des colonnettes XIIIe siècle ; mobilier : maître-autel avec retable à colonnes torses et décor sculpté XVIIe siècle, autel latéral avec retable et sa toile XVIIe/XVIIIe ; statues : saint Nicolas XVIe, Vierge à l'Enfant XVIIe, trois statues et un Christ datant du XVIIIe siècle ; banc du XVIIIe siècle, bannière XIXe siècle plaque commémorative sur cuivre 1661[29].

- L'enceinte médiévale construite aux alentours de l'an mil par le premier seigneur de Vismes, Theobald.
- La chapelle Sainte-Agathe à Morival. Primitivement en torchis, elle est restaurée avec de la brique[49].

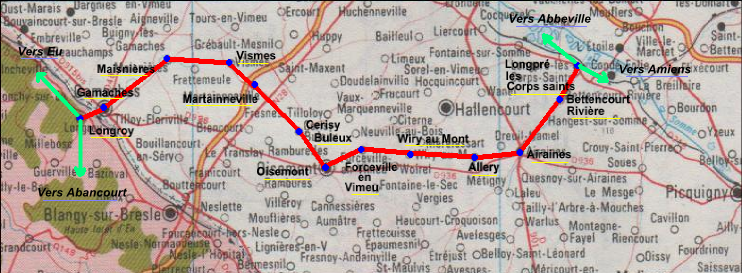
La ligne Longpré-les-Corps-Saints - Gamaches.

- L'ancienne voie de chemin de fer Longpré-les-Corps-Saints - Gamaches[50]. De nos jours, la ligne de chemin de fer n'existe plus. Cette ligne faisait essentiellement du transport de marchandises en desservant les coopératives mais aussi quelques voyageurs. L'ancien arrêt se situait au point kilométrique 29,125 depuis la gare de Longpré-les-Corps-Saints.
La ligne Longpré-les-Corps-Saints / Gamaches, à voie unique, a été ouverte le 9 mai 1872 et déclassée le 10 novembre 1993, elle desservait : Longpré-les-Corps-Saints / Bettencourt-Rivière / Airaines / Allery / Wiry-au-Mont / Forceville / Oisemont / Cerisy-Buleux / Martainneville-Saint-Maxent / Vismes-au-Val / Maisnières / Gamaches et Longroy - Gamaches.

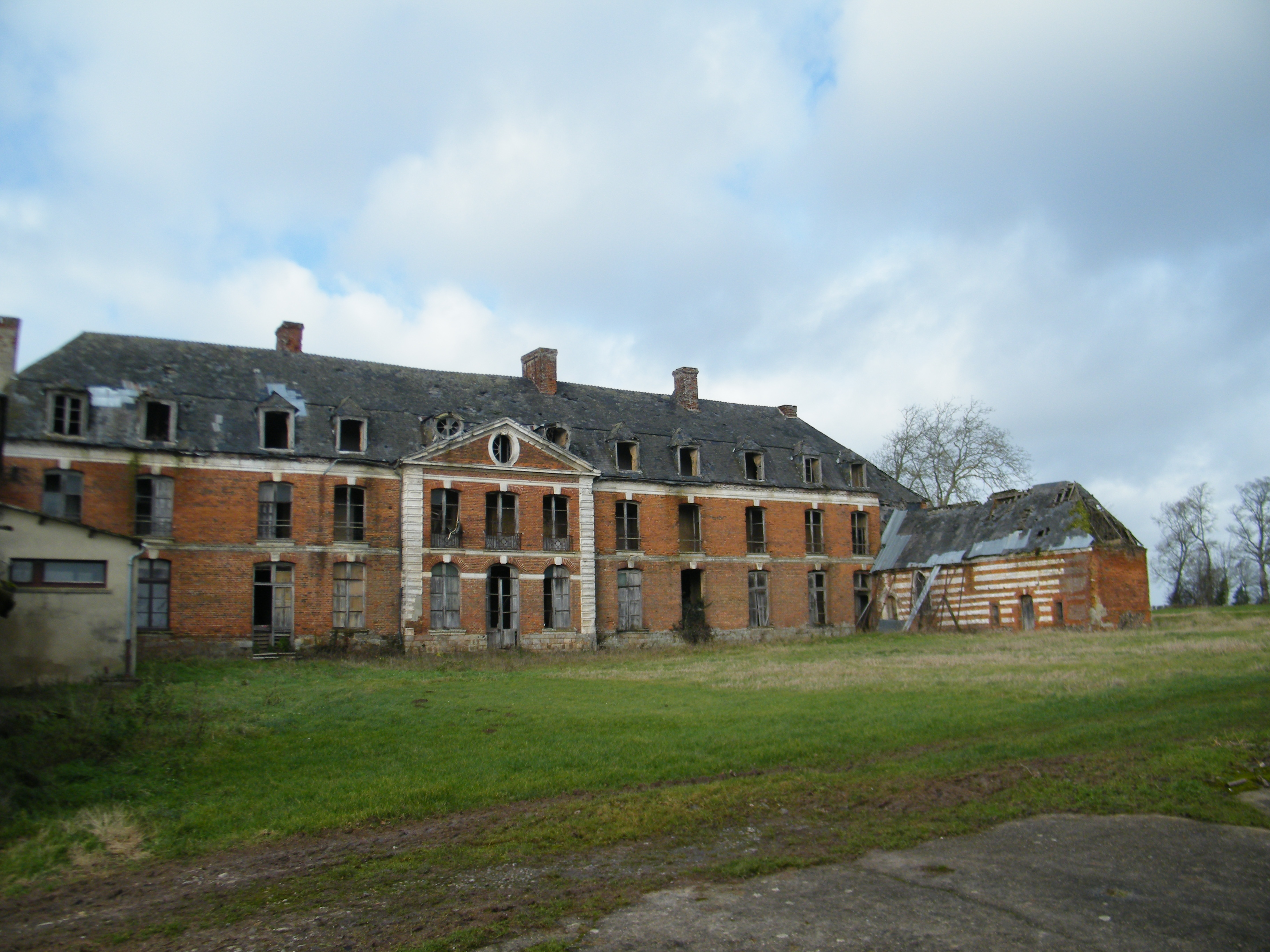
Château au Plouy.
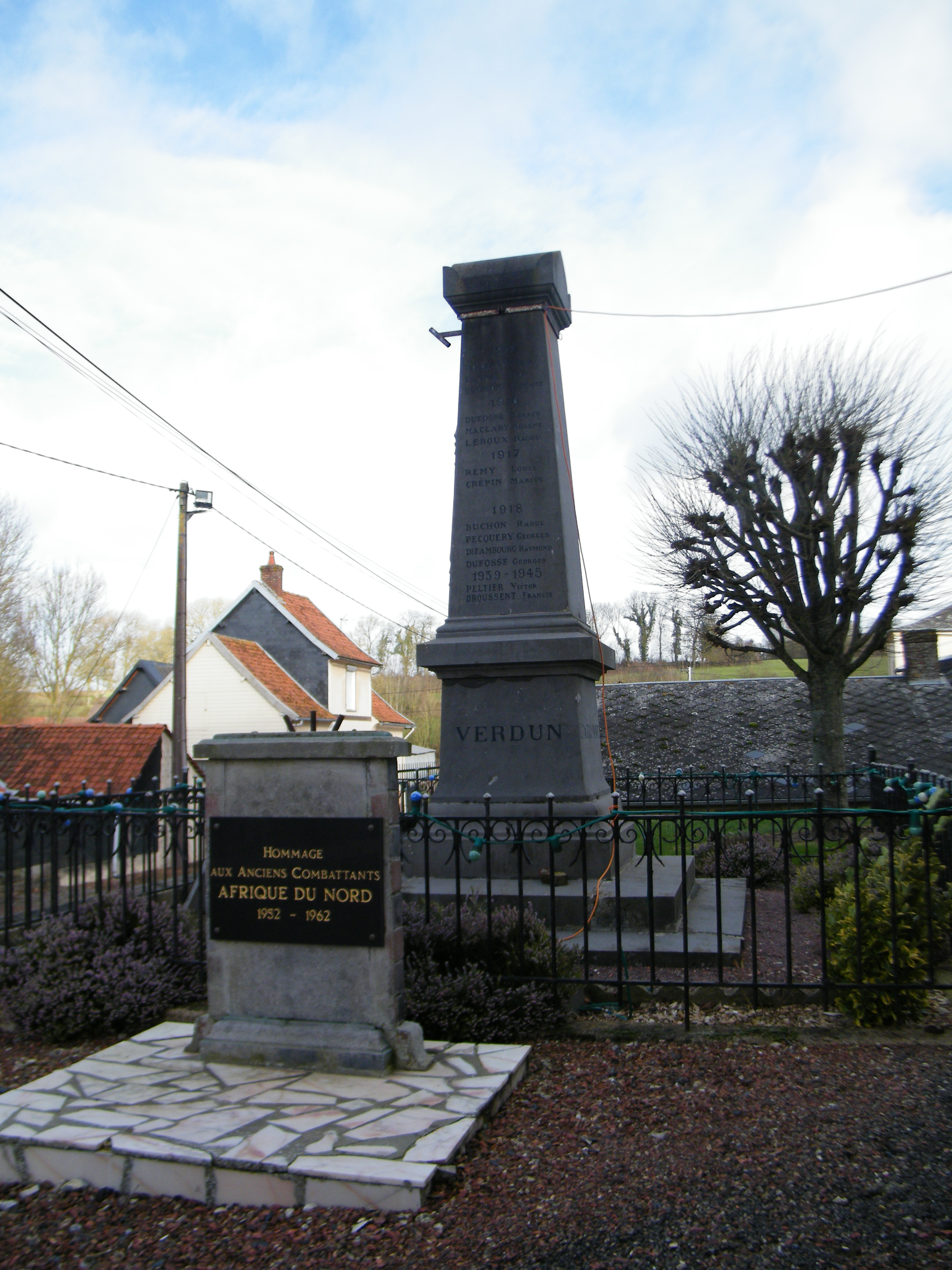
Monument aux morts.
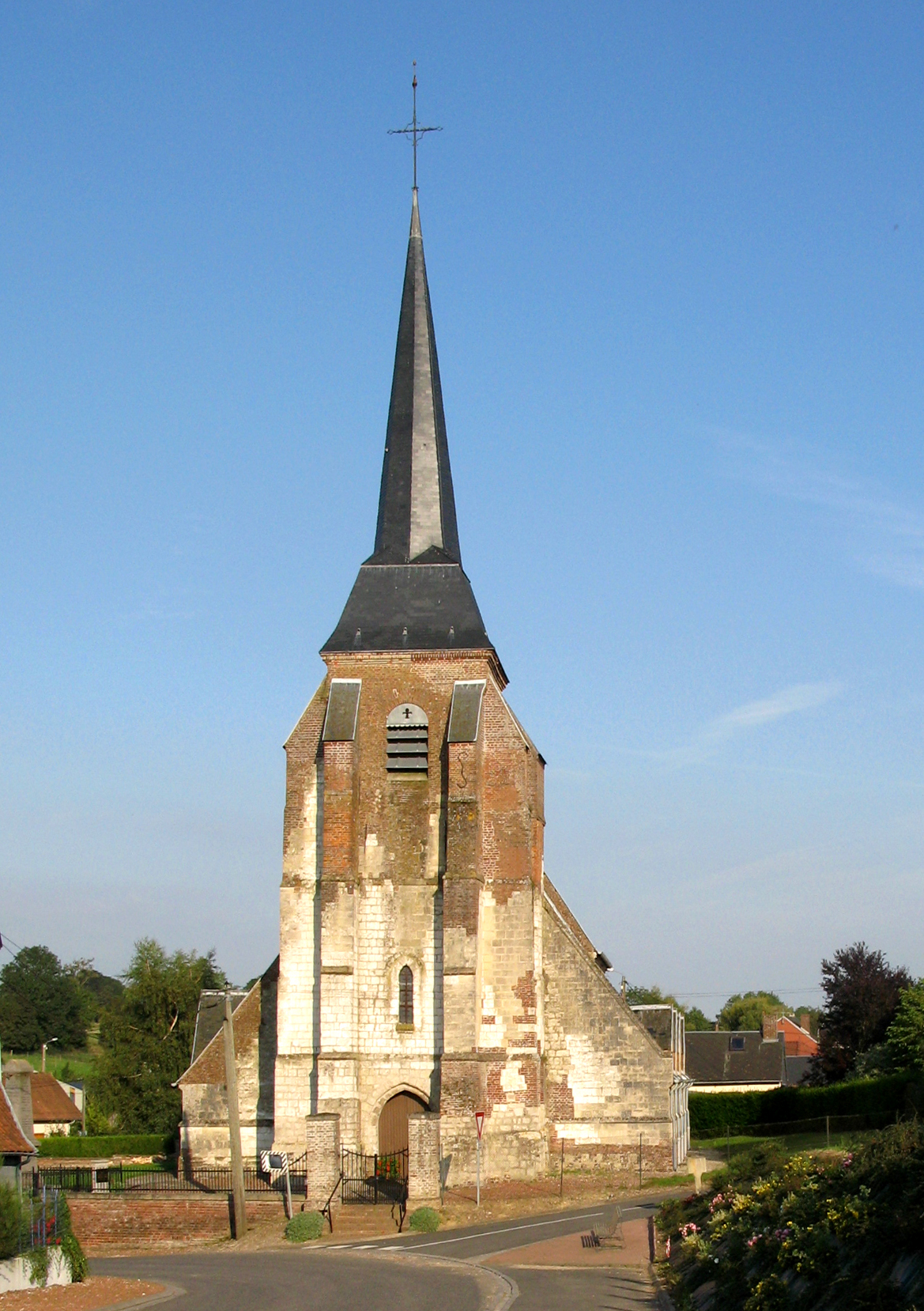
L'église
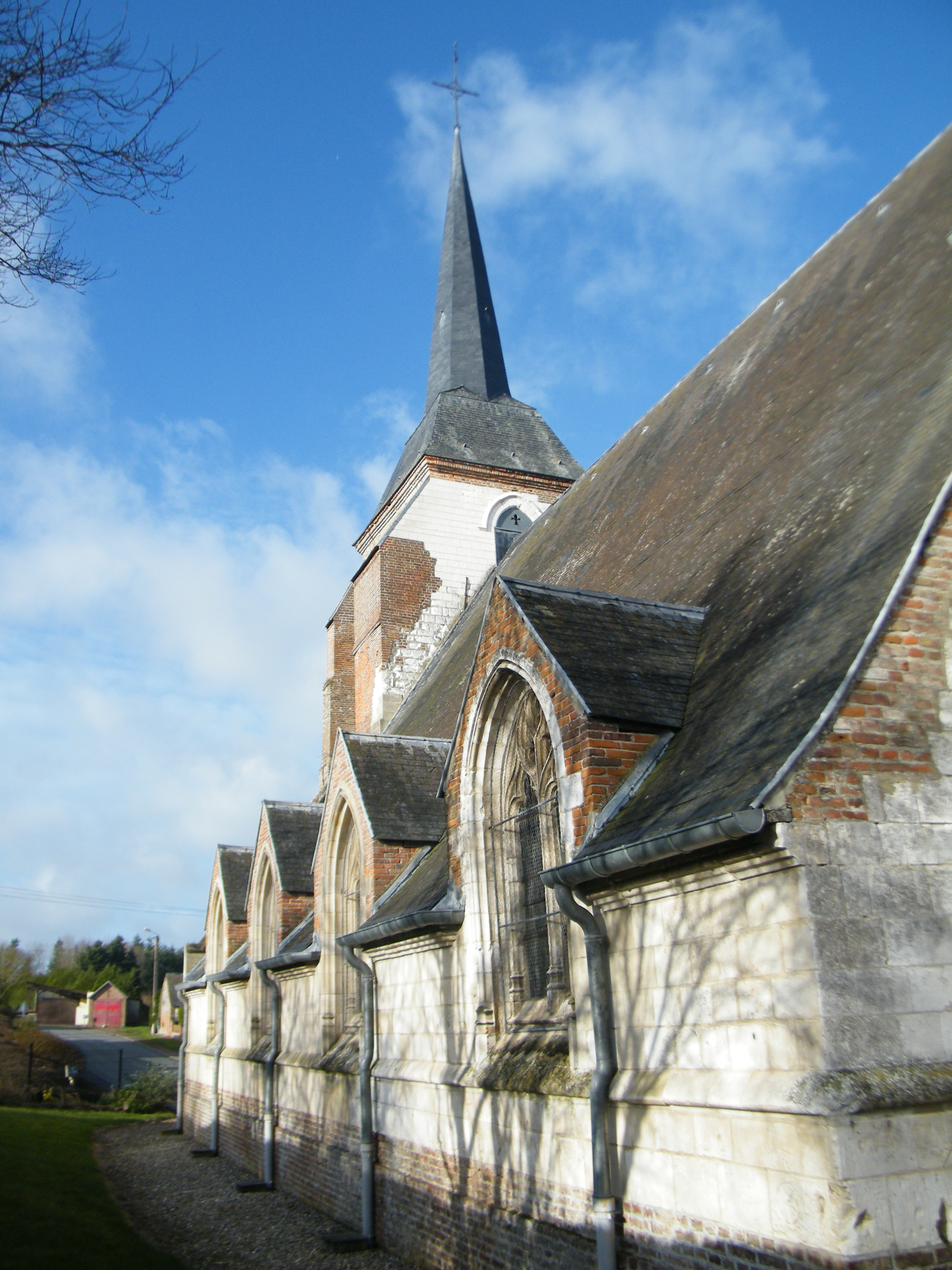
Façade sud de l'église.
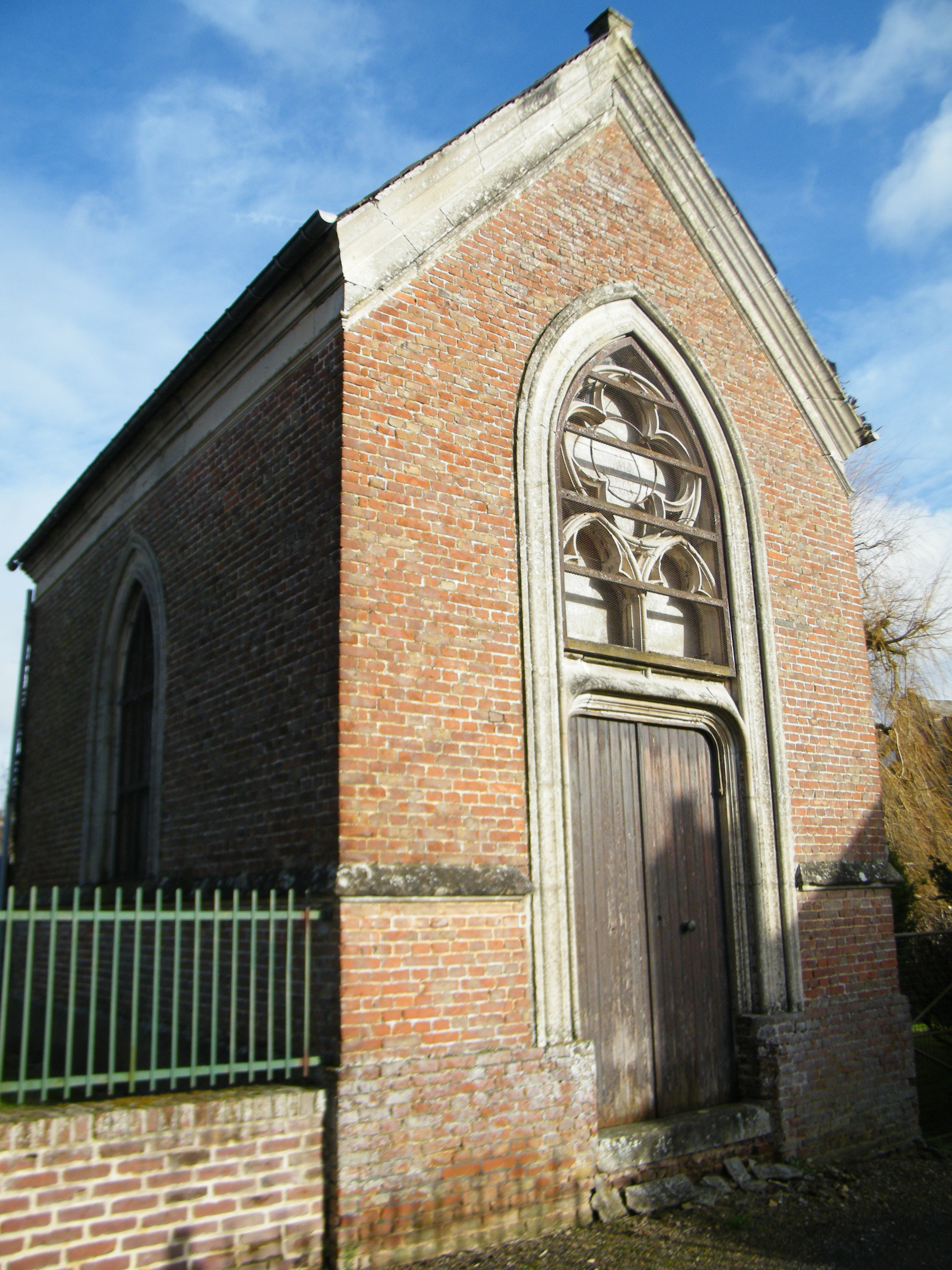
Chapelle près de l'église.
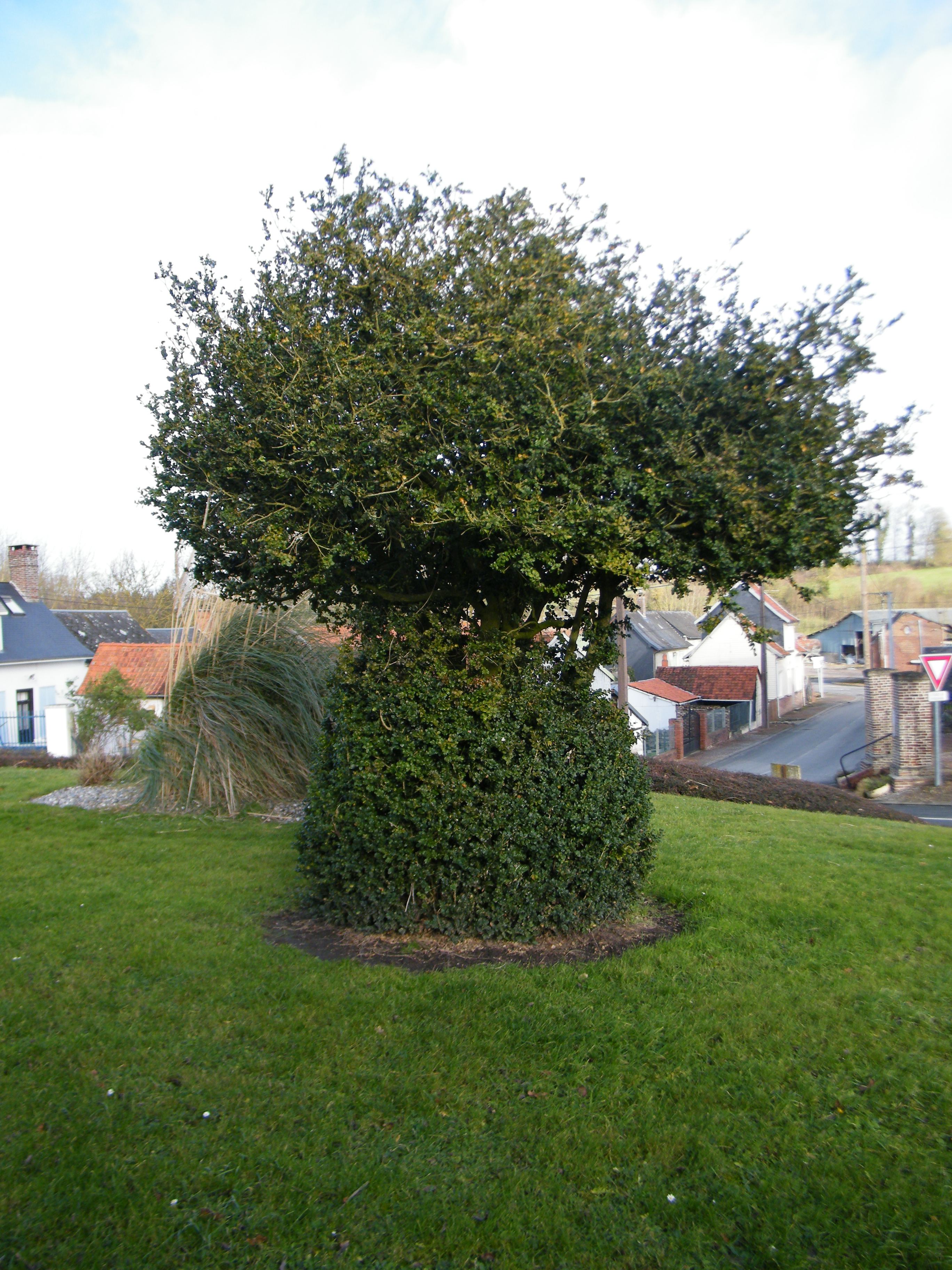
Buis taillé près de l'église.

### Personnalités liées à la commune
- Jean de Visme, pasteur.
- Eugène Verlant[51],[52] (1867, Vismes-1958), ingénieur. Nous lui devons la signalisation des chemins de fer (1927), appelée Code Verlant. Il est enterré au cimetière communal.
- Mélanie Machy, championne du monde de judo vétérans en 2016, habite à Vismes[53].

Généalogie des premiers seigneurs de Vismes
- Orland de Vimeu (il reçut le fief vers 950) ;
- Théobald de Vismes (avant 1066-1084) ;
- Roger de Vismes (1084-1100) ;
- Pierre cité dans une charte de donation à l'église de Thérouanne en 1105 avec son frère Adolphe ;
- Barthélémy de Vismes (1130-1155) ;
- Pierre II (1155-1162) ;
- Richard de Vismes (1162-1200) ;
- Barthélémy II de Vismes (1200-1229) ; en 1217, Guillaume de Vismes participe à la cinquième croisade. Son nom figure dans la cinquième salle des croisades du château de Versailles.
- Enguerrand de Vismes (1229-1261) ;
- Jean de Vismes (1261-(1273) ;
- Robert de Vismes (1273-1302) ;
- Jean II de Vismes (1302-1330) ;
- Jeanne de Vismes (1330-13??).

### Héraldique
| Blason de Vismes | Blason  | D'azur fretté d'or entre-semé de fleurs de lis du même.                                                               |
| Blason de Vismes | Détails | Est attribué à la commune le blason de la famille de Visme, seigneurs du lieu. Le statut officiel reste à déterminer. |